# Buddha Jayanti Park
Buddha Jayanti Park är en park i Indien.   Den ligger i delstaten National Capital Territory of Delhi, i den norra delen av landet, 5 km sydväst om huvudstaden New Delhi. Buddha Jayanti Park ligger 240 meter över havet.
Terrängen runt Buddha Jayanti Park är platt. Runt Buddha Jayanti Park är det mycket tätbefolkat, med 10 000 invånare per kvadratkilometer. Närmaste större samhälle är Delhi, 6,4 km nordost om Buddha Jayanti Park. Runt Buddha Jayanti Park är det i huvudsak tätbebyggt.